# Laredo Lobos
Die Laredo Lobos waren ein Arena-Football-Team aus Laredo (Texas), das in der af2 und Intense Football League spielte. Ihre Heimspiele trugen die Lobos im Laredo Entertainment Center aus.

## Geschichte
Die Lobos (spanisch: Wölfe) wurden 2005 gegründet und starteten im Jahr 2006 in der Intense Football League (IFL). Nach nur 2 Siegen aus 14 Spielen und dem letzten Platz in der IFL, folgte 2007 der Schritt in die als stärker angesehene af2 mit einem neuen Management. Der neue General Manager und Mitbesitzer der Franchise Roque Vela Jr., kritisierte anschließend nicht nur die fehlende Identifikation der Mannschaft mit der Region um Laredo, sondern auch die der ehemaligen Besitzer, die auch nicht aus Laredo waren.
Die af2-Saison 2007 verlief ebenso erfolglos wie die Vergangene. Nur ein Sieg bei 15 Niederlagen und der letzte Platz der Southwest Division war die ernüchternde Bilanz. Zudem belegten die Lobos mit nur 1.439 Zuschauern durchschnittlich den mit Abstand letzten Platz der gesamten Liga. Am letzten Spieltag kamen nur 375 Zuschauer zum Heimspiel gegen die Bossier-Shreveport Battle Wings.
Ende 2007 wurden die Lobos aufgelöst, nach insgesamt nur drei Siegen aus dreißig Spielen in zwei Jahren.

## Saisonstatistiken
| Jahr | Team         | Liga | S | N  | Playoffs erreicht | Playoffrunde |
| ---- | ------------ | ---- | - | -- | ----------------- | ------------ |
| 2006 | Laredo Lobos | IFL  | 2 | 12 | nein              |              |
| 2007 | Laredo Lobos | af2  | 1 | 15 | nein              |              |

## Zuschauerentwicklung
| Jahr | Team         | Liga | Zuschauerdurchschnitt |
| ---- | ------------ | ---- | --------------------- |
| 2006 | Laredo Lobos | IFL  | n/a                   |
| 2007 | Laredo Lobos | AFL  | 1.439                 |